# Пуногина, Лидия Николаевна
Лидия Николаевна Пуногина, в девичестве — Короткова (1914—1998) — советский передовик производства в сельском хозяйстве. Лауреат Сталинской премии (1946). Герой Социалистического Труда (1949).

## Биография
Родилась 28 марта 1914 года в деревне Поткино Вологодской губернии в крестьянской семье.
Будучи в подростковом возрасте, получила начальное образование, проходя обучение грамоте на курсах ликбеза (так называемые курсы ликвидации безграмотности).
В 1931 году её семья вступила в колхоз «Буденовец» Междуреченского района Вологодской области, с 1937 года начала свою трудовую деятельность свинаркой на свиноводческой ферме этого колхоза.
В 1939 году совместно с А. А. Люсковой участвовала во Всесоюзной сельскохозяйственной выставке в Москве.
В период Великой Отечественной войны продолжала трудиться свинаркой и, несмотря на военные годы и объективные трудности, добивалась высоких производственных результатов.
В 1946 году Указом СНК СССР «за усовершенствование метода выращивания и откорма свиней» Лидии Николаевне Коротковой была присуждена Сталинская премия 3-й степени.
В 1948 году вырастила в течение года до отъёма от семи свиноматок по 27 поросят в среднем на свиноматку, при среднем живом весе поросёнка в двух месячном возрасте 20,5 килограмма при стопроцентной их сохранности. Это был один из лучших показателей мирового свиноводства того времени.
6 мая 1949 года Указом Президиума Верховного Совета СССР удостоена звания Героя Социалистического Труда «за получение высокой продуктивности животноводства в 1948 году при выполнении колхозом обязательных поставок сельскохозяйственных продуктов и плана развития животноводства по всем видам скота» с вручением Ордена Ленина и золотой медали «Серп и Молота».
В 1957 году вновь участвовала в Выставке достижений народного хозяйства в Москве и за выдающиеся производственные показатели была награждена Большой золотой медалью ВДНХ.
С 1970-х годов вышла на заслуженный отдых. Проживала в родном селе Поткино Шейбухтовского поселения Междуреченского района Вологодской области, где и скончалась.

## Награды
- Медаль «Серп и Молот» (6.05.1949)
- Орден Ленина (6.05.1949)
- Золотая медаль ВДНХ (1957)

### Премии
- Сталинская премия (1946 — «за усовершенствование метода выращивания и откорма свиней»)